# Ranunculus breviscapus
Ranunculus breviscapus är en ranunkelväxtart som beskrevs av Dc.. Ranunculus breviscapus ingår i släktet ranunkler, och familjen ranunkelväxter. Inga underarter finns listade i Catalogue of Life.